# Петраковский, Герман Антонович
Герман Антонович Петраковский — российский учёный в области физики магнитных явлений, доктор физико-математических наук, профессор, заслуженный деятель науки РФ (1998).
Родился 19.06.1937.
Окончил Томскую мужскую среднюю школу № 9, радиофизический факультет Томского госуниверситета (1959, с отличием) и его аспирантуру (1962, руководитель профессор А. Б. Сапожников), в 1963 г. защитил кандидатскую диссертацию «Параметрическое возбуждение спиновых волн в ферритах продольным СВЧ магнитным полем».
Работал старшим научным сотрудником лаборатории физики ферритов (зав. лабораторией профессор А. С. Хлыстов) Сибирского физико-технического института при ТГУ.
С 1965 г. в Институте физики (ИФ) СО АН СССР (Красноярск): старший научный сотрудник лаборатории физики магнитных материалов (зав. лабораторией профессор А. И. Дрокин), руководитель группы по изучению СВЧ-свойств ферритов, на базе которой в 1971 году была создана лаборатория резонансных свойств магнитоупорядоченных веществ (РСМУВ). Заведовал этой лабораторией до 2008 года, затем там же в должности главного научного сотрудника. С 2002 по 2004 год заместитель директора института по научной работе.
По совместительству с 1965 г. преподавал в КрасГУ (Сибирском федеральном университете), доцент, профессор, читал курсы «Электричество и магнетизм», «Физика магнитных явлений», «Квантовая радиофизика», с 1981 г. зав. кафедрой радиофизики.
В 1971 г. защитил докторскую диссертацию:
- Резонансные и магнитные свойства кристаллов ферритов на СВЧ : диссертация ... доктора физико-математических наук : 01.00.00. - Красноярск, 1970. - 357 с. : ил.

В 1974 г. присвоено учёное звание профессора.
Научные интересы: физика магнитных явлений, радиоспектроскопия, физика твердого тела, радиофизика.
Автор (соавтор) 2 монографий, более 300 публикаций в журналах, получил 20 авторских свидетельств и патентов.
Заслуженный деятель науки РФ (1998).
Сочинения:
- Лекции «Упорядочение магнетизма» [Текст] / МВ и ССО РСФСР. Краснояр. гос. ун-т. — Красноярск : [б. и.], 1972-. — 20 см.
- Магнитные и резонансные свойства магнитных материалов : (Сб. статей) / АН СССР, Сиб. отд-ние, Ин-т физики им. Л. В. Киренского; [Отв. ред. Г. А. Петраковский]. - Красноярск : Ин-т физики, 1980. - 215 с. : ил.; 21 см.
- Физика магнитных материалов. В. А. Игнатченко, Г. А. Петраковский - Nauka, Sib. otd-nie, 1983 - Всего страниц: 154
- Физика магнитоупорядоченных веществ [Текст] / Е. В. Кузьмин, Г. А. Петраковский, Э. А. Завадский ; Отв. ред. д-р физ.-мат. наук Г. А. Петраковский ; АН СССР, Сиб. отд-ние, Ин-т физики им. Л. В. Киренского. - Новосибирск : Наука. Сиб. отд-ние, 1976. - 287 с. : ил.; 20 см.